# Ікрамов Анвар Саліхович
Анвар Саліхович Ікрамов (нар. 1934, тепер Узбекистан) — радянський узбецький державний діяч, секретар ЦК КП Узбекистану, 1-й секретар Самаркандського обласного комітету КП Узбекистану. Депутат Верховної ради Узбецької РСР. Народний депутат СРСР (1989—1991).

## Життєпис
У 1958 році закінчив Ташкентський текстильний інститут.
У 1958—1971 роках — майстер джуто-кенафного заводу в Ташкентській області; майстер, заступник начальника, начальник цеху фабрики «Зоря Сходу»; головний інженер фабрики художніх виробів; головний інженер проєктно-конструкторського бюро; заступник головного інженера, секретар партійного комітету швейної фабрики «Юлдуз»; директор шкіряно-хутряного заводу.
Член КПРС з 1962 року.
У 1971—1980 роках — завідувач відділу Ташкентського міського комітету КП Узбекистану; 1-й секретар Хамзинського районного комітету КП Узбекистану міста Ташкента.
Закінчив заочно Ташкентську вищу партійну школу.
У 1980 — 9 січня 1986 року — завідувач відділу легкої та харчової промисловості ЦК КП Узбекистану.
9 січня 1986 — 7 грудня 1988 року — секретар ЦК КП Узбекистану.
21 жовтня 1988 — 7 жовтня 1989 року — 1-й секретар Самаркандського обласного комітету КП Узбекистану.
6 жовтня 1989 — 1990 року — міністр легкої промисловості Узбецької РСР.
Подальша доля невідома.